# Vita e passione di Giustino filosofo martire
Vita e passione di Giustino filosofo martire (in russo Житие и страдание мученика Юстина Философа?, Žitie i stradanie mučenika Ûstina Filosofa) è un racconto di Lev Tolstoj scritto nel 1874 e pubblicato postumo nel 1936 nel vol. 17 delle opere complete di L. Tolstoj in 90 volumi, nelle pagine 137-39.

## Trama
Tolstoj nel racconto, rimasto incompiuto, descrive gli inizi della meditazione solitaria, alla ricerca di Dio, del giovane Giustino, deluso dagli insegnamenti filosofici ricevuti fino ad allora in ambito accademico. Tolstoj usa uno stile popolare ricco di arcaismi slavo-ecclesiastici colti assieme a termini che si riferiscono alla cultura russa del XIX secolo (per esempio, zar o starets).

## Genesi dell'opera
Attorno al 1874 Tolstoj progettò una collana di vite di santi da scrivere sul modello della tradizione agiografica della letteratura russo-antica da pubblicare in edizioni economiche in brossura destinate al popolo. Il progetto venne tuttavia accantonato poco tempo dopo e l'unico testo rimasto è questa biografia di Giustino pubblicata postuma.

## Edizioni
- Толстой Л.Н., «Житие и страдание мученика Юстина философа». In: Полное собрание сочинений в 90 томах. Том 17. Серия первая. Произведения, Москва: Издательство «Художественная литература», 1936, pp. 137-39.
- Lev Tolstòj, «Vita e passione di Giustino filosofo martire». In: Lev Tolstòj, Tutti i racconti, a cura di Igor Sibaldi, Milano: A. Mondadori, 1991, Vol. I, pp. 808-810, ISBN 88-04-34454-7.